# Cécile McLorin Salvant
Cécile McLorin Salvant, née le 28 août 1989 à Miami en Floride, est une chanteuse franco-américaine, de jazz.

## Biographie

### Famille
Le père de Cécile McLorin Salvant, originaire d'Haïti, est médecin, et sa mère, française originaire de Guadeloupe, née à Monastir en Tunisie, est la fondatrice et la directrice d'une petite école franco-anglaise à Miami. Ses parents font écouter à la jeune Cécile de la musique du Sénégal, du Cap-Vert, des Appalaches, d'Amérique du Sud, des Caraïbes, du bluegrass, ainsi que de la pop, de la musique classique et Sarah Vaughan,…

### Jeunesse
Cécile McLorin Salvant commence le piano classique à l'âge de quatre ou cinq ans, sans avoir de réelle passion pour l'instrument, et le chant choral et lyrique dès huit ans. Elle étudie le droit et, en 2007, passe une audition au conservatoire à rayonnement régional d'Aix-en-Provence pour entrer dans la classe de chant lyrique ; c'est le professeur de jazz qui la remarque. Elle étudie dans la classe de jazz de Jean-François Bonnel (piano et chant) et dans la classe de Laure Florentin (chant lyrique et baroque).
En 2010, alors qu'elle est toujours au conservatoire, elle est lauréate du premier prix du concours international de jazz vocal Thelonious Monk. À son retour, son professeur lui impose de se concentrer sur le piano.

### Carrière

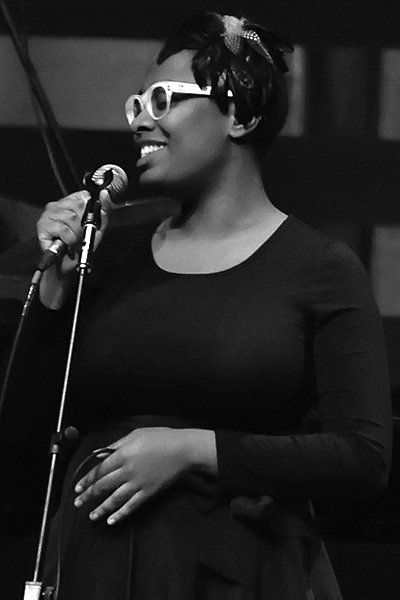
Cécile McLorin Salvant en concert en 2013.

Connue pour son interprétation originale de standards mais également pour celle de morceaux du répertoire de jazz rares et peu enregistrés, Cécile McLorin Salvant commence sa carrière en Europe et aux États-Unis où elle se produit accompagnée de musiciens comme Jean-François Bonnel, Rodney Whitaker (en), Dan Nimmer (en), Wynton Marsalis, Rhoda Scott ou Jacky Terrasson.
En 2015 paraît son deuxième album, For One to Love (en). L'album remporte le Grammy Award du meilleur album de jazz vocal en 2016.
En 2017 paraît Dreams and Daggers (en), qui remporte le Grammy Award du meilleur album de jazz vocal. La même année, elle participe au supergroupe Artemis, aux côtés de Renee Rosnes, Noriko Ueda, Anat Cohen, Melissa Aldana, Ingrid Jensen et Allison Miller. Leur premier album Artemis est sorti en 2020 chez Blue Note Records.
En 2018 paraît The Window, en duo avec le pianiste Sullivan Fortner. L'album remporte le Grammy Award du meilleur album de jazz vocal.
En 2022 paraît Ghost Song, son premier album chez Nonesuch Records.

### Ogresse
Peu avant la pandémie de Covid-19, elle écrit les paroles et la musique d'un conte musical de 80 minutes intitulé Ogresse, avec deux chansons en français. Il raconte l'histoire d'une créature à la « peau chocolat » habitant les bois et faisant la fête avec ceux qu'elle rencontre. Salvant résume l'histoire ainsi : « elle tombe amoureuse ! Elle bouffe le type ! Elle meurt ! ». L'impulsion vient d'une peinture de l'artiste haïtien Gerard Fortune représentant Erzulie, une divinité vaudou dont l'urine apporte des poissons en abondance. Salvant a d'ailleurs illustré le récit.
La musique oscille entre ballades, valses jazz, tempos rapides, lamentos baroque… Salvant interprète toutes les chansons et joue quatre personnages différents.
L'œuvre a été jouée sur scène à l'automne 2019 mais la suite de la tournée a été annulée à cause de la pandémie de Covid-19. La musique a été enregistrée en décembre 2019 avec un orchestre de 13 musiciens, dont un banjo, dirigé par Darcy James Argue.
En mars 2022, elle travaille sur une adaptation en long métrage d'animation, inspirée par ses propres dessins, et en collaboration avec Lia Bertels, une animatrice belge,.

### Autres activités
Cécile McLorin Salvant est également dessinatrice, réalisant plusieurs de ses pochettes d'album. Son style pictural est influencé par les papiers découpés d'Henri Matisse, les peintures populaires haïtiennes ou le travail de Moki Cherry.
Elle pratique également la broderie et le patchwork, une technique qui lui a été enseignée par sa mère. Elle s'adonne à cette pratique notamment pendant les confinements de la pandémie de Covid-19, dans son appartement new-yorkais.
Elle prête également un grand soin à ses tenues de scène, souvent très colorées.
La galerie Picture Room à Brooklyn propose sa première exposition solo en mars 2022. Intitulée Ghost Song, comme son album sorti à cette même date, l'exposition présente des broderie et des dessins.

## Style
Pour de nombreux critiques, Cécile McLorin Salvant est à la hauteur des grandes chanteuses de jazz : Carmen McRae, Nina Simone, Sarah Vaughan ou Ella Fitzgerald. Elle cite comme influences Sarah Vaughan, Betty Carter et Bessie Smith ainsi que Louis Armstrong, Abbey Lincoln, Blossom Dearie, Valaida Snow, Lil Armstrong…
Si elle est désignée comme chanteuse de jazz, elle élargit les frontières du genre. Elle chante en les interrogeant les standards de l'American songbook et exhume des chansons oubliées tirées de films ou de comédies musicales,. Elle interprète les chansons comme une actrice qui incarne un personnage, avec théâtralité, malice et intelligence,. Cet intérêt pour les paroles la conduit à ne pratiquer le scat que très rarement.

## Récompenses

### Récompenses obtenues

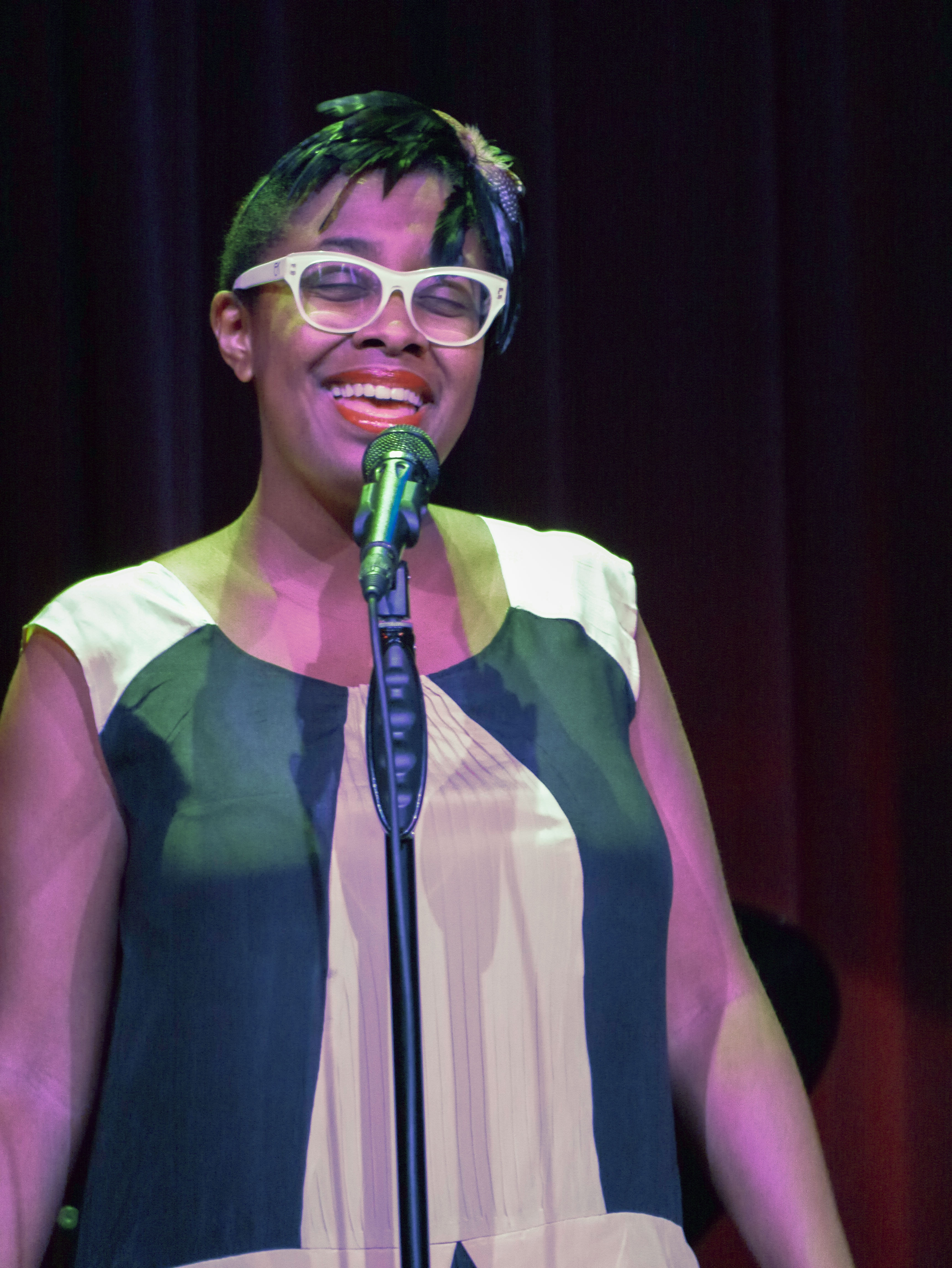
Cécile McLorin Salvant en concert à San Francisco en 2014.

- 2010 : premier prix du concours international de jazz vocal Thelonious Monk
- 2013 : NPR Music Jazz Critics Poll : Top 5
- 2014 : DownBeat Critics Poll : Album Jazz de l'année pour WomanChild
- 2015 : Jazz Journalists Association (en) : Chanteuse de l'année
- 2016 : Grammy Award du meilleur album de jazz vocal pour For One to Love (en)
- 2016 : Prix Paul Acket (nl) au North Sea Jazz Festival[18]
- 2017 : Prix Django-Reinhardt[9]
- 2017 : Coup de cœur Jazz et Blues 2017 de l'Académie Charles-Cros pour Dreams and Daggers, proposé lors de l’émission Open Jazz d’Alex Dutilh sur France Musique[19]
- 2018 : Grammy Award du meilleur album de jazz vocal pour Dreams and Daggers (en)
- 2018 : Victoires du jazz dans la catégorie Voix de l'année
- 2018 : Coup de cœur Jazz et Blues 2018 de l'Académie Charles-Cros pour The Window, proposé lors de l’émission Open Jazz d’Alex Dutilh sur France Musique[20]
- 2019 : Grammy Award du meilleur album de jazz vocal pour The Window (album)|The Window
- 2020 : bourse « Genius » MacArthur[21]
- 2022 : Coup de cœur Jazz de l'Académie Charles-Cros pour Ghost song[22]

### Nominations
- 2014 : Grammy Award du meilleur album de jazz vocal pour WomanChild
- 2024 : Grammy Award du meilleur album de jazz vocal pour Mélusine[23]

## Décoration
- Officière de l'ordre des Arts et des Lettres (2022)[24]

## Discographie

### Participations
- 2012 : Jacky Terrasson, Gouache (en) (Universal Music)
- 2013 : Émilie Marsh, La Rime Orpheline (EMC Productions)
- 2013 : Archie Shepp et Attica Blues Orchestra, I Hear the Sound (Archie Ball)

- 2014 : Federico Britos, Hot Club of the Americas (Hot Club of The Americas)
- 2015 : Jazz at Lincoln Center Orchestra with Wynton Marsalis, Big Band Holidays (en) (Blue Engine Records)
- 2016 : Fred Nardin and Jon Boutellier Quartet, Watt's  (Gaya Music Production)
- 2020 : Artemis, Artemis (Blue Note Records)
- 2020 : Jimmy Heath, Love Letter (Verve Records)
- 2022 : Brad Mehldau, Jacob's Ladder (Nonesuch Records)

## Filmographie
- 2012 : Billie Holiday for Ever, 52 min, documentaire de Frank Cassenti / Arte